# Loch Mullardoch
Loch Mullardoch ist ein Stausee in den schottischen Highlands. Er liegt im nahezu unbewohnten Tal Glen Cannich etwa zwölf Kilometer westlich des Ortes Cannich. Der See war ursprünglich wesentlich kleiner und wurde zusammen mit dem westlich anschließenden Loch Lungard als Teil des Affric-Beauly hydro-electric power scheme aufgestaut.

## Geschichte
Das North of Scotland Hydro-Electric Board (NOSHEB) veröffentlichten im Februar 1946 die Pläne für den Ausbau und die Nutzung der Wasserkräfte im Glen Affric und dem Glen Cannich. Zuvor waren weitergehende Pläne einer privaten Elektrizitätsgesellschaft in den Jahren 1929 und 1941 durch das House of Commons abgelehnt worden. Im Affric-Beauly hydro-electric power scheme wurden durch Bau von Staumauern und Dämmen die Seen Loch Beinn a’ Mheadhoin und Loch Mullardoch in beiden Tälern aufgestaut und das Wasser durch Stollen zum Kraftwerk Fasnakyle geleitet. Da Glen Cannich seit den Highland Clearances weitgehend unbesiedelt war, fielen der Anhebung des Wasserspiegels von Loch Mullardoch lediglich ein paar Jagdhütten, Lodges und die kleine Ansiedlung Lungard zum Opfer. Der Staudamm wurde 1951 fertiggestellt, 1952 erreichte das Wasser sein vorgesehenes Stauziel. 

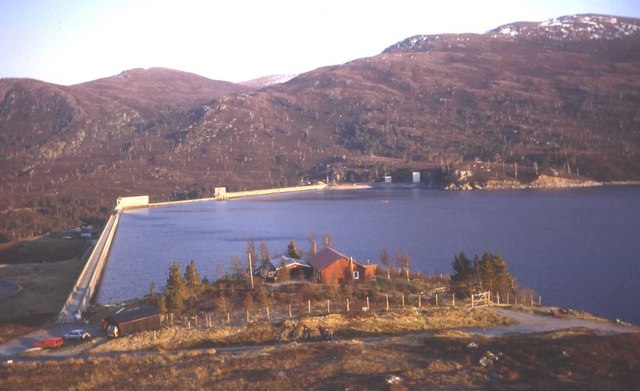
Blick auf die Staumauer von Loch Mullardoch

## Staumauer Mullardoch
Die Staumauer von Loch Mullardoch ist hinsichtlich des Volumens die größte britische Gewichtsstaumauer. Die Dammkrone ist 727 Meter lang, die maximale Höhe beträgt 49 Meter. Das Volumen des Bauwerks beträgt 8.100 Kubikmeter. Die Staumauer besteht aus zwei Flügeln, die sich im stumpfen Winkel treffen, wobei die Spitze im Grundriss des Bauwerks talwärts zeigt.
Über einen 4,8 km langen Stollen wird das Wasser des Sees dem Loch Beinn a' Mheadhoin zugeführt. Vor dem Einlauf in den Stollen wird das Wasser vom Kleinkraftwerk Mullardoch verarbeitet, das eine Leistung von 2,4 MW hat. Vom Loch Beinn a' Mheadhoin wird das Wasser dem Kraftwerk Fasnakyle zugeführt, das eine Leistung von 69 MW hat.

## Umgebung
Glen Cannich und Loch Mullardoch sind ein beliebtes Ziel für Wanderer und Bergsteiger. Nördlich und südlich des Lochs liegen zehn Munros, darunter der höchste Berg nördlich des Great Glen, der Càrn Eighe. Unterhalb des Staudamms liegt Mullardoch House, eine in ein Hotel umgewandelte frühere Jagdlodge. Glencannich Forest und Fasnakyle Forest dienen als Jagdgebiete für die Jagd auf Rothirsche und Moorhühner.